# Marta Kubišová
Marta Kubišová (České Budějovice, Protetorado da Boémia e Morávia, 1 de novembro de 1942) é uma cantora checa, muito conhecida por ter integrado a banda Golden Kids e pela sua canção "Modlitba pro Martu" (Uma oração para Marta), considerada como um dos símbolos da Primavera de Praga de 1968 e da resistência nacional contra a ocupação das tropas do Pacto de Varsóvia nesse mesmo ano.
Em 1967, ganhou uma votação nacional dos mais prestigiados prémios nacionais de música, o prémio Zlatý slavík, tendo vencido novamente em 1969 e 1970. Devido ao seu apoio às reformas conhecidas como Primavera de Praga, foi acusada falsamente pelo governo checoslovaco, em 1970, de fazer fotos pornográficas, levando à proibição de se apresentar no país até 1989. Foi signatária da proclamação da Carta 77.

## Biografia
Nascida a 1 de novembro de 1942 em České Budějovice, o pai de Kubišová era cardiologista e sua mãe dona de casa, que mais tarde vendia discos na rua Celetná, em Praga. Em 1952, a família mudou-se para Poděbrady. Querendo ir para a faculdade depois de acabar o ensino secundário, começou a trabalhar na vidraria de Poděbrady.
Começou a sua carreira com um grupo de dança formada por músicos da Podebrady Spa Promenade Orchestra que se apresentava em Nymburk aos finais da tarde, e em 1961, Kubišová chegou à final do concurso Hledáme nové Talenty (À procura de talento).
Em 1962, perdeu o emprego na fábrica de vidro e fez um teste para o Stop Theatre em Pardubice. Em 1963, mudou-se para o Teatro Alpha em Plzeň para atuar em Black Dream, uma produção de Ludvík Aškenazy. Kubišová começou a colaborar com Václav Neckář e Helena Vondráčková em dezembro de 1965, quando se preparava para as apresentações de Waiting for Fame, com os quais viria a formar o grupo Golden Kids, formado a 1 de novembro de 1968.
Em 1968, a canção "Modlitba pro Martu", com letra de Petr Rada, tornou-se um símbolo da resistência nacional contra a ocupação das tropas do Pacto de Varsóvia em 1968. Em 1969, ganhou o seu segundo Zlatý slavík e casou-se com o diretor de cinema Jan Němec. Um ano depois, conquistou o Zlatý slavík pela terceira vez, mas teve que receber o prémio em sigilo da redação da revista Mladý svět devido ao início da normalização. A última apresentação dos Golden Kids aconteceu a 27 de janeiro de 1970 em Ostrava.
Em fevereiro de 1970, o governo checoslovaco proibiu de se apresentar no país sob pretexto de suposta pornografia, com base nas três fotomontagens falsificadas como prova. Kubišová levou o diretor da gravadora Supraphon a tribunal por difamação e, embora tenha vencido, só teve os seus direitos totalmente restaurados 20 anos depois, após a queda do regime comunista da Checoslováquia em 1989. Durante esse tempo, só podia apresentar-se em eventos clandestinos apenas para convidados. No final dos anos 1980, fez um teste para se tornar a cantora do grupo The Plastic People of the Universe, mas isso foi desautorizada pela polícia secreta.
Em 1971, sofreu um aborto espontâneo no oitavo mês de gravidez e sobreviveu à morte clínica. Casou-se com o diretor Jan Moravec depois de se divorciar do seu ex-marido Jan Nemec, que emigrara para os Estados Unidos. Depois de assinar a Carta 77, a sua perseguição e monitorização por parte da polícia secreta aumentaram. Entre 1977 a 1978 participou como porta-voz da Carta 77.
A 1 de junho de 1979, ela deu à luz sua filha Kateřina. A 10 de dezembro de 1988, após uma longa ausência dos olhos do público, apareceu numa manifestação no 40º aniversário da Declaração Universal dos Direitos Humanos, durante a qual ela cantou o hino nacional da Checoslováquia. A 22 de novembro de 1989, durante a Revolução de Veludo, Kubišová cantou "Modlitba pro Martu" e o hino nacional da Checoslováquia de uma varanda na Praça de Venceslau. Seguiu-se a reedição de Songy a Balady e, em 1990, voltou aos palcos. A 2 de Junho de 1990 apresentou o famoso espectáculo Marta v Lucerně, pelo qual havia sido premiada com o Zlatý slavík em 1970. A música foi interpretada pelo grupo Energit e dirigida por Lubos Andršt, com quem saiu em digressão para apresentar 60 espetáculos pela Checoslováquia, Japão, Paris e Berlim. Em 1993, juntou-se a Vondráčková e Neckář num regresso dos Golden Kids. A 28 de outubro de 1995, recebeu a Medalha de Mérito das mãos do presidente Václav Havel, tendo a sua biografia lançada por Adam Georgiev, Chytat slunce. A 7 de março de 1998, Kubišová recebeu a Medalha Honorária de T.G. Masaryk numa cerimónia no salão de baile do Castelo de Praga. Em outubro de 2002, foi agraciada com as honras de São Venceslau. Três anos depois, foi publicada a sua segunda biografia, Asi to tak sám Bůh chtěl, escrito por Luboš Nečas.
Em 2011, a peça de Małgorzata Sikorska-Miszczuk baseada na vida de Kubišová foi encenada no Festival Internacional de Teatro DEMOLUDY em Olsztyn, na Polónia, recebendo a Legião de Honra francesa, no ano seguinte.
A 1 de janeiro de 2018, Kubišová recebeu um prémio estadual da Ordem da Cruz Dupla Branca (segunda classe) do presidente da Eslováquia, Andrej Kiska. Em 2022, foi inscrita no Passeio da Fama da Český rozhlas.

## Prémios e honras
- Medalha de Mérito (1995)
- Medalha Honorária de T.G. Masaryk (1998)
- Medalha de São Venceslau (2002)
- Ordem Nacional da Legião de Honra (2012)
- Dama da cultura Checa - prémio e título do Ministério da Cultura da República Checa (2015)
- Cavaleira da Ordem do Mérito do Grão-Ducado do Luxemburgo (2015)[16]
- Medalha de Mérito da cidade de České Budějovice (2017)
- Ordem da Cruz Dupla Branca (segunda classe) (2018)
- Medalha de pedra da região de Vysočina, concedida pelo governador regional Vítězslav Shrek (2021)[17]
- Inscrição na no Passeio da Fama da Český rozhlas (2022)

## Discografia

### Com os Golden Kids
- Micro magic circus (1969)
- Golden Kids 1 (1970)

### A Solo
- Modlitba pro Martu (1968)
- Songy a balady (1969, 1996)
- Lampa (1990)
- Někdy si zpívám (1991)
- Songy a nálady (1993)
- Řeka vůní (1995)
- Singly 1 (1996)
- Bůh íi (1996)
- Nechte zvony znít (Singly 2) (1997)
- Dejte mi kousek louky (Singly 3) (1998)
- Modlitba (Singly 4) (1999)
- Marta Kubišová v Ungeltu (1999)
- Tajga Blues (Singly 5) (2000)
- Já jsem já (2004)
- Vítej, lásko (2005)
- Vyznání (2010)
- Touha jménem Einodis (2013)
- Magický hlas rebelky (2014)
- Soul (2016)